# Пиво
Пиво је једно од најстаријих и најчешће конзумираних алкохолних пића на свијету и треће најпопуларније пиће послије воде и чаја. Пиво настаје врењем житарица, најчешће од јечменог слада, али и од пшенице, кукуруза и пиринча. Кроз поступака варења, ферментацијом скробних шећера у непреврелом алкохолу настаје етанол и карбонизација што даје пиво. Убраја се у слабија алкохолна пића, са 3 — 13% алкохола. Једно од најстаријих пића које се користило још у старом Египту. Данас је веома заступљено у целом свету.
Код већине пива укус долази од хмеља, који даје горчину и делује као природни конзерванс. Понекад се додају и друге ароме као што је биље или воће. Процес ферментације узрокује природни карбонациони ефекат, мада тај угљен-диоксид обично бива уклоњен током обраде, и замењује се присилном карбонизацијом. Неки од првих познатих списа човечанства односе се на производњу и дистрибуцију пива: Хамурабијев законик садржи законе којима се регулише пиво и пивски салони, и „Химна Нинкасију“, молитва месопотамској богињи пива, је служила као молитва и као метод памћења рецепта за пиво у култури са мало писмених људи.
Пиво се продаје у боцама и лименкама; оно исто тако може да буде доступно као точено пиво, посебно у кафанама и баровима. Индустрија пива је глобални бизнис, у коме послује неколико доминантних мултинационалних компанија и хиљаде мањих произвођача у распону од микропивара до регионалних пивара. Јачина пива је обично око 4% до 6% алкохола по запремини, мада може да варира између 0,5% и 20%, при чему неке пиваре праве врсте са 40% и више. Пиво је део националне културе многих народа и везује се за друштвене традиције као што су пивски фестивали, као и богата пабска култура.

## Етимологија
Ријеч пиво (од глагола пити) првобитно је означавала све напитке тј. пића, и тек касније је постала назив алкохолног пића готово на свим словенским језицима. Словенско пиво је когнат старогрчком пинон (стгрч. πῖνον).

## Историја
Први писани трагови о справљању пива су остали очувани на глиненим таблицама и датирају још од 6.000 година п. н. е. и потичу од Сумера. Пивари у време Сумераца су били угледни становници двора.
Током 1985. екипа Националног шкотског музеја из Единбурга ископала је у Риму, на једном од Хебридских острва, посуду од теракоте из неолитског доба с непознатим састојцима. Анализом тог налаза добијен је напитак за пиво које се правило од зоби, јечма, меда и папрати.
Ово пиће, за које многи тврде да је заправо јело, користило се већ у праисторијском раздобљу. Производили су га и Келти, Германи, Словени и Скити. Тада се правило из јечма, пшенице, зоби и хељде, а многи стари народи су додавали и зачине: мирођију и мед. Данашњи главни састојак хмељ почео је да се користи тек у 13. веку. Пивопијска средишта у старом веку била су у Јерменији, Месопотамији и Египту. Из тих подручја пиво су после преузели Грци и Римљани.
Према старим ископинама и записима археолози су утврдили да су стари Вавилонци производили пиво у домаћинству још 7.000 година п. н. е. Имали су 16 сорти пива, а за врење су користили јечмени шећер и пшеницу. И у сумерско-вавилонском епу о Гилгамешу се помиње пиво. Одавде се пренела производња пива у стари Египат, Персију, Грчку и друге земље. Египћани су знали да праве пиво већ 2.000 година п. н. е. Артефакти пронађени у гробницама показују да је у старом Египту производња пива била не само добро развијена, већ и комерцијализована. Најстарија слика која приказује људе како пију пиво потиче баш из Египта, 3.400 година п. н. е. Грци су, примајући цивилизацију од Египћана, научили и вештину производње пива, а за њима и Римљани и онда остале европске земље. На европски континент пиво је пренето доласком келтских племена из Азије, негде око 1.000 година п. н. е. У тим временима пиво је прављено из шећера, али без хмеља, тако да је добијен производ био врло кисео. Тада су у пиво додаване различите траве - пелин, лупин глог, шафран и др. Примена хмеља представља важно откриће и чини основу савремене технологије пива. Хмељ се први пут почео користити у Новогородској Русији. Реч пиво (бира, биер, бер, бицре) настала је у манастирима негде између шестог и седмог века, у време кад се пиву при варењу почео додавати хмељ. У средњем веку производњом пива бавили су се калуђери. Калуђери су били први који су пиву придодали хмељ - из „медицинских“ разлога, а и ради бољег конзервирања. Оно је проглашено „хришћанским лековитим напитком“, да би се укључило у калуђерску храну, а смело се пити и у дане поста. Нема података да се пиво производило у православним манастирима. У Вавилону су постојала мешана пива са спелтом и јечмом, а Вавилонци су такође први намерно користили ницање слада. Пиву су додавани различити зачини, али хмељ није коришћен.
Усавршавање парне машине врло се повољно одразило на развој пиварства, као и проналазак машине за хлађење. Захваљујући најважнијим научно-техничким достигнућима у 19. веку, створене су основе за претварање уситњених предузећа у велике фабрике пива. Највећи произвођачи су Немачка, Уједињено Краљевство, САД, затим Чешка, Белгија и Ирска.

### Пиво у закону
Пиво се нашло и у првом писаном законику на свету - Хамурабијевом законику (уклесаном клинастим писмом на стубу од црног диурита, врсти камена вулканског порекла). Хамураби, вавилонски краљ (1729—1686. п. н. е) каже: „Пиво не сме садржати превише воде и не сме се продавати по превисокој цени“. У закону још стоји: „Ако не наплаћује госту житом, него тражи новац, вара ли на тежини или точи лоше пиће, треба бити позвана на одговорност и бачена у воду. У пивници жена може бити точитељица, али у пивницу не сме доћи као гошћа. Жена која иде у крчму да у њој пије, има да се спали.“
Зна се да је тада пиво била једна од свакидашњих потреба да би се угасила жеђ, а и због његове енергетске вредности. Копачи канала и мушкарци запослени у пољу добијали су дневно до пет литара пива, а жене које су обављале теже физичке послове две до три литре.

### Предање
Постоји прича која говори о томе како су људи открили пиво. Наиме, један пекар је заборавио тесто које је направио на сунцу и оно се претворило у течност. Укус ове течности, који је био киселогорак се веома допао пекару.

### Теорије
Према мишљењу неких научника, пиво је утицало на прекид номадског живота људи. Открићем пива, било је потребно да се гаји жито, што не би било могуће уз непрекидне сеобе. Ови догађаји се везују за саме почетке људске врсте.

## Добијање
Производи се у процесу алкохолног врења из слада, хмеља, воде и пивског квасца. Вода служи као растварач. Слад се добија од житарица, најчешће од јечма. Хмељ има улогу конзерванса и даје пиву угодан мирис и горак укус, док пивски квасац изазива алкохолно врење у коме шећер прелази у алкохол и угљен-диоксид.
Производња пива се дели на:
- технологију слада
- технологију пива

Технологија слада обухвата:
- чишћење и сортирање јечма, као и његово
- мочење и клијање
- сушење зеленог слада
- ослобађање слада од клице
- полирање

Технологија пива обухвата:
- производњу сладовине
- главно и накнадно врење
- бистрење и пуњење пива

## Састав пива
Састојци пива су: вода, етанол, угљен-диоксид и непреврели део екстракта (суве материје) сладовине. Удео етанола зависи од концентрације суве материје у сладовини од које је пиво произведено и степена врења. Зависно од врсте пива, запремински удео алкохола може да буде различит, тј. мањи од 0,5% код „безалкохолних“ пива и већи од 8% код јечмених вина. Лагер пива садрже до 0,5% угљен-диоксида, који му даје свежину, те битно утиче на пенушавост. Стабилност пене зависи од концентрације и хемијског састава непреврелог дела екстракта, па пиво с више екстракта махом јаче пени. Колико дуго ће се пена одржати у чаши зависи од количине и хемијског састава екстракта. Пожељно је да пиво када се сипа у чашу пени тако да се ова густа и чврста пена задржи на површини најмање три минута. Мехурићи угљен-диоксида који се дижу од дна ка површини помажу одржавању пене. Екстракт пива претежно чине угљени хидрати и мања количина протеина, аминокиселина, глицерина и саставних делова хмеља. Од састава екстракта зависи пуноћа укуса пива. Хемијски састав екстракта не зависи само од врсте слада, него и од начина производње сладовине и саме ферментације, односно ступња коначног преврења на крају ферментације. Енергетска вредност једне литре стандардног пива одговара енергетској вредности једне литре пуномасног млека.

## Температура пива
Различити произвођачи пива препоручују оптималне температуре на којима се пију њихова пива. Међутим, у зависности од врсте, подврсте и од састојака пива могу се доста прецизно одредити температуре на којима пиво задржава најбољи квалитет. На пример, пилснери се служе на доста ниским температурама, око 0 °C, док већина британских ејлова, портера и стоута на температурама подрума („British Cellar Temperature“), од 5 °C до 11 °C, а неки чак и до 13 °C.
Температура веома утиче на укус пива. Што је хладније, мања је и количина угљен-диоксида, па је тиме мање изражен укус и мирис пива. Хладније пиво утиче и на рецепторе укуса и мириса. Температуре на којима се служе главне врсте пива су:
- Пилснери на 0 °C
- Лагери од 5 °C до 9 °C
- Ејлови од 7 °C до 11 °C
- Стаути од 8 °C до 13 °C
- Стари ејлови на собној температури

## Чаше за пиво
Да би пиво, док се пије, дуже време задржало свој квалитет, односно температуру која је оптимална за одређену врсту, најпогодније су чаше које имају дебело стакло. Таква чаша служи као изолатор од спољашње температуре. Због тога су кригле врло популарне јер имају дебело стакло и врло дуго могу одржати оптималну температуру. Осим кригли користе се и чаше са „сталком“ јер спречавају да рука која држи чашу греје пиво.
И кригла и чаша се праве тако да буду довољно велике да може да стане цело пиво из боце са пеном. Многи не воле пену тако да пиво уливају дуж ивица чаше. Пена је веома битна и много утиче на општи утисак о неком пиву. Спречава загревање пива и налази се као изолатор између пива и спољашње средине, те даје пиву неопходну горчину, укус пивског квасца и мирис.
Важан је и облик чаше који је препознатљив.
Данас се чаше за пиво праве искључиво од стакла. Раније се пиво пило из волујских рогова, из пехара од метала или камена, из посуда које су прављене од дрвених дашчица или од дрвета на неки други начин и најчешће, од теракоте. Кригле су, у то време, често имале поклопац који је штитио пиво од мува, које су се ројиле у пивницама.
У земљама које су познате по квалитету пива, нпр Немачка, у пивницама се користе кригле од керамике са поклопцем најчешће. Обично су запремине 0,5 и 1 литар. Дебели, керамички зидови кригли имају функцију да задрже температуру пива.

## Популарност
У Немачкој се попије око 120 литара по глави становника годишње, у Белгији 110, а у Чешкој 160. Србија са својих 80 литара по глави становника годишње је негде на средини европске лествице. Пиво много више пију мушкарци, чак две трећине укупне количине, али се овај однос у скорије време мења у корист жена.

## Здравствени аспект
Пиво је вишеструко корисно; гаси жеђ, освежава и релаксира. Оно позитивно делује на психу јер подстиче добро расположење, смањује напетост, нервозу и стрес. Утврђено је да позитивно утиче на крвни притисак, циркулацију крви уопште и количину шећера и масноће у крви. Пиво наиме уопште не садржи масноће нити супстанце које гоје. Ипак, познат је термин „пивски стомак“. Овај стомак је резултат прекомерног уноса пива, али и хране која се са њим комбинује. Пиво има благотворан утицај и на болести мокраћних органа и камен у бубрегу. Пиво доприноси и дневном уносу течности, али и минерала попут гвожђа, хрома, бакра, силицијума и калијума. Њихова количина зависи од порекла сировина, садржај земљишта на коме се узгајају јечам и хмељ, као и од самог производног процеса. Посебно је значајан калијум који регулише ниво течности у телу, а тако и крвни притисак.
Обично се конзумирање пива везује за уношење витамина  који утиче на квалитет коже. Међутим, претерано уношење пива због тога што садржи алкохол спречава адекватно уношење витамина, посебно витамина B1.
Умерене дозе су до три чаше за мушкарце и две за жене. Умерено уношење пива је нешкодљиво и нема ризичних група којима се конзумација пива строго забрањује. Ипак, због одређеног садржаја алкохола, не препоручује се трудницама, као ни возачима и људима који пију лекове. Пиво је иначе много боље конзумирати преко дана него током ноћи.
Алкохол је познат по томе што изазива дехидратацију ткива. Због тога је добро да се чим се осете знаци мамурлука попије доста воде. Нормално, мамурлук прати и велика главобоља. Да би се спречила главобоља користи се аспирин, који се не сме узимати пре конзумирања пива јер је доказано да аспирин повећава апсорпцију алкохола у крви од 40% до 100%. Решење се можда крије у белгијском начину точења пива. Важно је пиво наточити тако да на врху чаше има „три прста“ пене. Пену која надвисује или прелази руб чаше, треба обавезно одстранити јер је пуна угљен-диоксида који је сувишан и изазива горушицу, подригивање и главобољу. Пиво без те сувишне пене лакше се вари.

## Истраживања
У новије време чешки стручњаци раде на добијању специјалног пива за жене које ће им ублажити или чак отклонити симптоме менопаузе. Ово пиво садржи низак ниво калорија и алкохола, али повећану количину фитоестрогена, који је сродан женском полном хормону естрогену и који је управо одговоран за смањење тегоба услед менопаузе код, како се показало, свих испитаника.
Амерички научници су пронашли да ксантохумол, иначе састојак хмеља има улогу у превенцији рака простате. Наиме, ова супстанца може да спречи увећање простате. Невоља је у томе што је потребно уносити огромне количине пива у организам како би се увећање простате потпуно зауставило, што опет због превеликог уноса алкохола може изазвати друге проблеме.

## Дегустација и оцењивање квалитета пива
Да би дегустација и оцењивање пива били што коректнији, потребно је да буду задовољени многи услови, почевши од самог простора у коме се дегустира пиво, чаша из које се пије мора да задовољи неке критеријуме, а важно је и која храна се служи уз пиво или пре испијања. Приликом дегустације, осим о укусу, води се рачуна и о мирису и изгледу пива.
Постоји много начина оцењивања квалитета пива. Један од најприхватљивијих је метода по Фреду Екхарту који се третира као један од највећих познавалаца пива. Направио је неколико категорија које су битне у анализи и које појединачно оцењује. Збир тих оцена даје број који означава квалитет одређеног пива. Максималан број бодова по овој методи је 20.
Постоје следеће категорије које се оцењују:
1. Изглед (максимум 3 бода):
  - оцењује се изглед и стабилност пене
  - проверава се седимент на дну боце
  - оцењује се изглед пива у чаши
2. Мирис (максимум 4 бода):
  - оцењују се општи мирис и присуство мириса хмеља
3. Укус (максимум 10 бодова):
  - оцењује се квалитет хмеља
  - проверава се однос слада и алкохола
  - одређује се карактер пива
  - оцењује се укус који остаје у устима
  - густина
4. Општи утисак (максимум 3 бода)